# Metallpläterad kristall

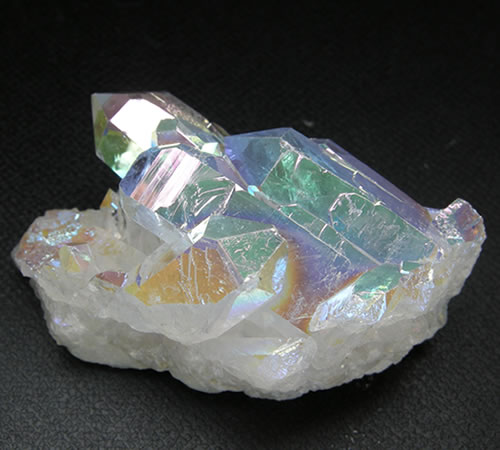

Metallpläterad kristall har på konstgjord väg försetts med en ytterst tunn metallbeläggning. Metallskiktet är så tunt att det släpper igenom en del ljus så att kristallens ytor får ett iriserande skimmer. Sådana kristaller används som smyckestenar eller för dekorativa ändamål. En del personer anser att metallpläterade kristaller av kvarts har magiska krafter och ger dem namn där ordet aura ofta är en del av namnet.

## Beläggningsmetod
Enskilda bergkristaller eller hela kvartsaggregat eller rundslipad (till exempel cabochon) kvarts placeras i en vakuumkammare tillsammans med beläggningsmetallen. Kvartsen värms till 1600 °F vilket motsvarar temperaturen cirka 870 °C. Metallen värms ytterligare så att den börjar förångas (sublimera). Metallångan kommer att kondensera på kvartsobjekten. Använda metaller i denna metod är guld, indium, titan, niob och koppar. Metoden kallas PVD-beläggning efter engelskans Physical Vapour Deposition och kan med andra parametrar och ämnen användas för många andra ändamål.

## Beläggningens egenskaper
Beläggningen uppvisar skimrande färg. Guldbeläggning har blå färg. Guld i mycket tunna skikt ger blågrön färg i genomlysning,
I mikroskop ses ibland kanten mellan två facetter (kristallytor) vara utan metall som en följd av att beläggningen har skavts av eller inte fastnat.
Anmärkning: kvarts kan vid temperatur över 870 °C ombildas till polymorfen tridymit.